# Långviksträsks naturreservat
Långviksträsks naturreservat ligger på Ingarö i Värmdö kommun i Uppland (Stockholms län). Det har en areal av 313 hektar. Reservatet bildades 2009.

## Reservatet
Inom reservatet finns två mossar, Stormossen och Gjusmossen, samt sjön Långviksträsket. I skogarna finner man mest hällmarkstallskog och sankmarker med barrskog. En stor del av området är över 100 år gammal och påvisar natur som inte rörts av människor över längre tid. Delar tillhör så kallade myrskyddsplanen inom Natura 2000 på grund av dess orördhet, mångformighet, speciella flora och mosaiken av skog och myrmark.